# Willisornis nigrigula
Willisornis nigrigula, "tapajósmyrfågel", är en fågelart i familjen myrfåglar inom ordningen tättingar. Den betraktas oftast som underart till xingumyrfågel (Willisornis vidua), men urskiljs sedan 2016 som egen art av Birdlife International och IUCN.
Fågeln förekommer endast i sydcentrala Amazonområdet i Brasilien. Internationella naturvårdsunionen IUCN anser att kunskapen om arten är för liten för att kunna placera den i någon hotkategori.